# Coteaux Beauclair (métro de Paris)
Pour les articles homonymes, voir Beauclair (homonymie).
Coteaux Beauclair est une station de la ligne 11 du métro de Paris, à la limite entre les communes de Rosny-sous-Bois et Noisy-le-Sec. Il s'agit de la 313e station du métro de Paris. Seule station aérienne de la ligne, elle a été mise en service en juin 2024 lors du prolongement de la ligne de Mairie des Lilas à Rosny-Bois-Perrier.

## Situation
La station se situe à la limite entre les communes de Rosny-sous-Bois (à l'est) et de Noisy-le-Sec (à l'ouest), au pied du parc d'activités des Guillaumes, juste au sud de l'échangeur entre les autoroutes A3 et A86. La station est aérienne, selon un axe sud-ouest – nord-est, et intégrée architecturalement au viaduc de Coteaux Beauclair. Elle s'intercale entre la station La Dhuys et le terminus Rosny-Bois-Perrier.

## Histoire

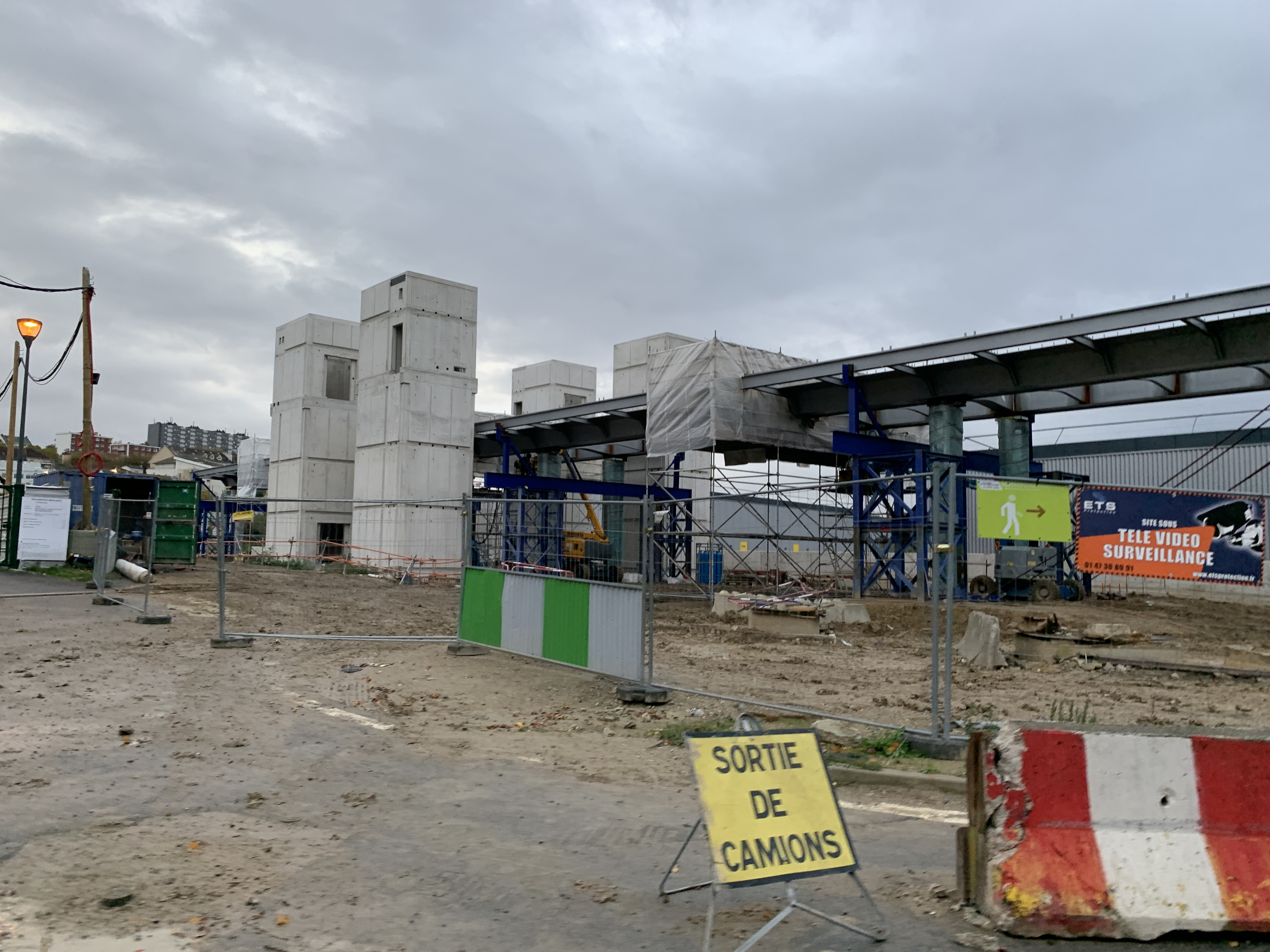
Le viaduc de Coteaux Beauclair au niveau de la future station, en octobre 2020.

La station est construite, de même que le viaduc homonyme, par un groupement formé de Bouygues Travaux publics (mandataire), Soletanche Bachy France, EFF (Entreprise française de fondations) et Victor Buyck Steel Construction. Elle est la première station en viaduc du métro de Paris construite depuis 1905,. Le viaduc et donc la station aérienne étaient nécessaires pour compenser la forte déclivité à la limite des communes de Rosny-sous-Bois et Noisy-le-Sec. La station est conçue par l'architecte Marc Mimram et reprend l'esprit des stations aériennes du métro de Paris. Le nom de projet initial de la station était Londeau-Domus.

## Services des voyageurs

### Accès

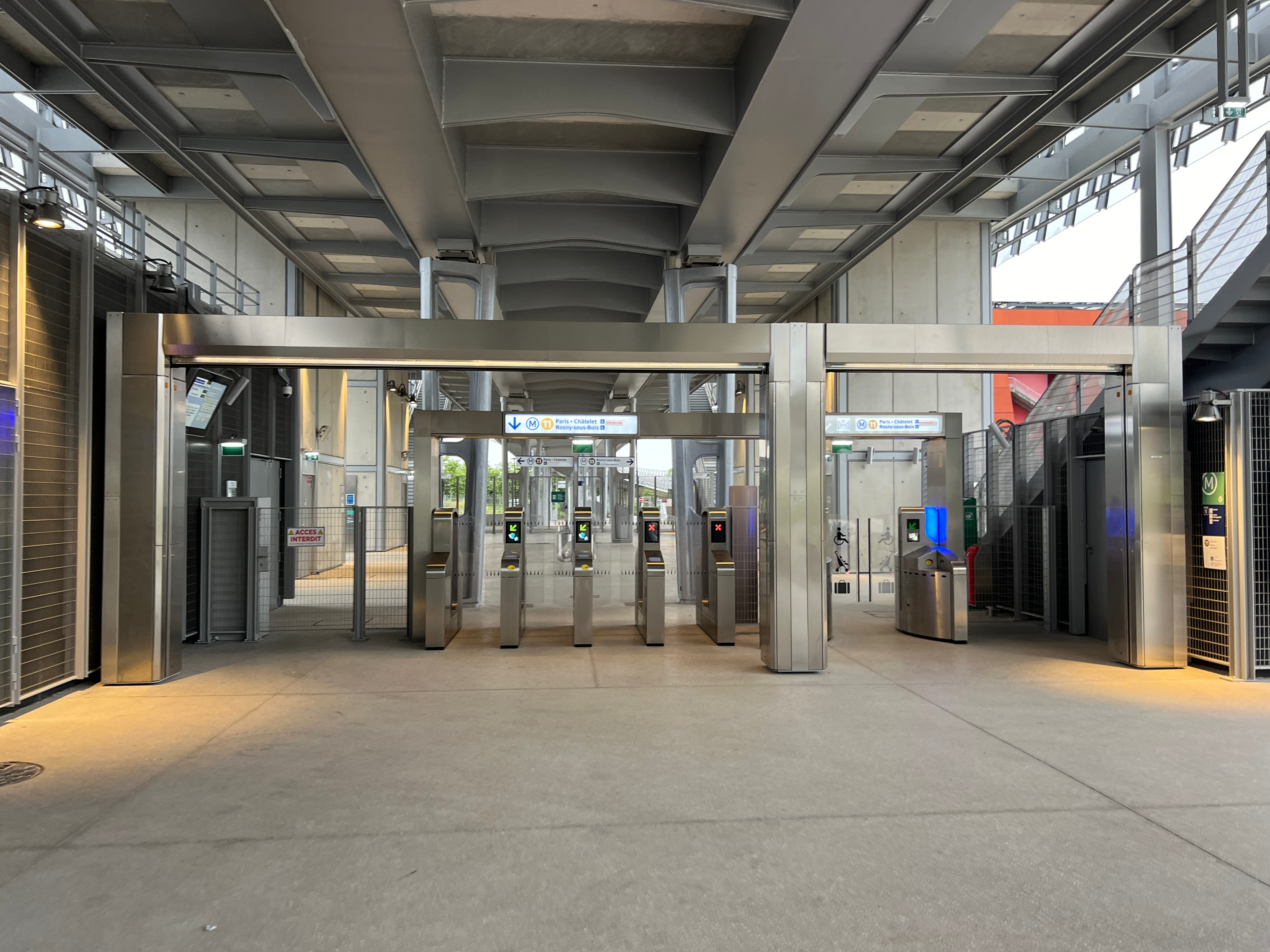
Accès à la station.

Les accès à la station sont situés sous la partie sud des quais près de la ruelle Boissière.

### Quais
Coteaux Beauclair est une station de configuration standard : elle possède deux quais séparés par les voies du métro. Les quais sont situés à une hauteur de huit mètres et couverts par une verrière (les voies ne le sont pas).

### Intermodalité
La station est desservie par les lignes 102 (à la station de bus Parc des Guillaumes) et  245 du réseau de bus RATP et la ligne 1 du réseau de bus Titus.

## À proximité
La station dessert le centre commercial Domus et le quartier du Londeau à Noisy-le-Sec. Elle desservira aussi directement la ZAC Coteaux-Beauclair à Rosny-sous-Bois.